# Aeroportul Agostinho Neto
Aeroportul Agostinho Neto (IATA: NTO, ICAO: GVAN) este un aeroport din Republica Capului Verde ce deservește zona Ponta do Sol⁠(d).
Situat la o altitudine de 9 m, aeroportul dispune de o singură pistă. Este operat de Transportes Aéreos de Cabo Verde⁠(d).